# Dirk Polet
Diederik Paulus (Dirk) Polet (Dordrecht, 21 november 1866 – Amsterdam, 11 januari 1946) was een Nederlands beeldhouwer.

## Leven en werk
Polet was een zoon van steenhouwer en marmerbewerker Theodorus Wilhelmus Polet en Johanna van Geel. Zijn ouders hadden zich in 1875 vanuit Dordrecht in Amsterdam gevestigd. Hij werd er opgeleid aan de kunstnijverheidsschool Quellinus als leerling van Eduard Colinet, Emil Van den Bossche, Louis Bourgonjon en Bart van Hove. Hij was steenhouwer, steenhandelaar en werkte als uitvoerder, maar maakte ook houtsnijwerk en meubels. Hij woonde en werkte in Utrecht, Den Haag en Amsterdam. Hij won een bronzen medaille (1892) tijdens een wedstrijd voor handwerkslieden in het Paleis voor Volksvlijt. Rond 1901 was hij voorzitter van de Amsterdamse beeldhouwersvereniging Ziesenis.
Polet trouwde in 1893 met Maria Wahlen (1871-1908) en hertrouwde in 1912 met zijn nicht Henriette van Zuijlen (1878-1958). Uit het eerste huwelijk werd onder anderen de beeldhouwer Johan Polet (1894-1971) geboren. Polets zus Johanna was getrouwd met beeldhouwer Jan Schultsz.
Polet overleed in 1946, op 79-jarige leeftijd.

## Werken (selectie)
- 1907 gevelsteen met het wapen van Baarn voor het gemeentehuis van Baarn
- 1915-1917 ornamenteel beeldhouwwerk Peek & Cloppenburg, Amsterdam (als uitvoerder voor Kees Smout)
- 1918 gevelbeeld van Sacharias Jansen, Wijde Kapelsteeg, Amsterdam
- 1921 gevelsteen van Johannes Cornelis Sikkel, Eerste Constantijn Huygensstraat 120
- 1924 levensgroot beeld van Johannes Calvijn voor de Theologische School, Oudestraat, Kampen
- 1927 bouwbeeldhouwwerk Van Lennepschool, Reggestraat 18, Amsterdam
- 1932 allegorische beelden 'het geloof' en 'de wetenschap' boven entree van het Gereformeerd Gymnasium, Keizersgracht 418-424, Amsterdam

## Afbeeldingen

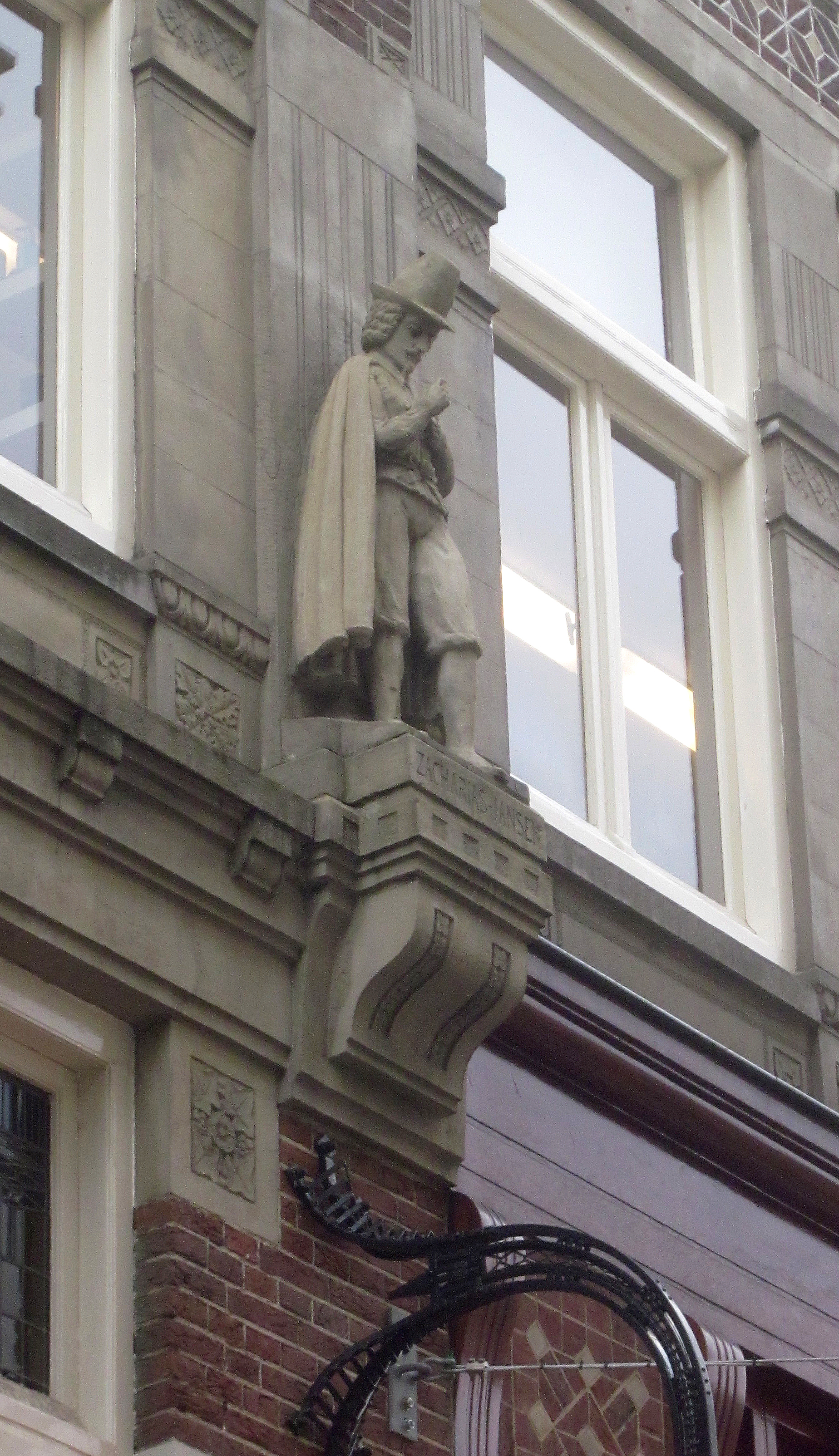
Sacharias Jansen
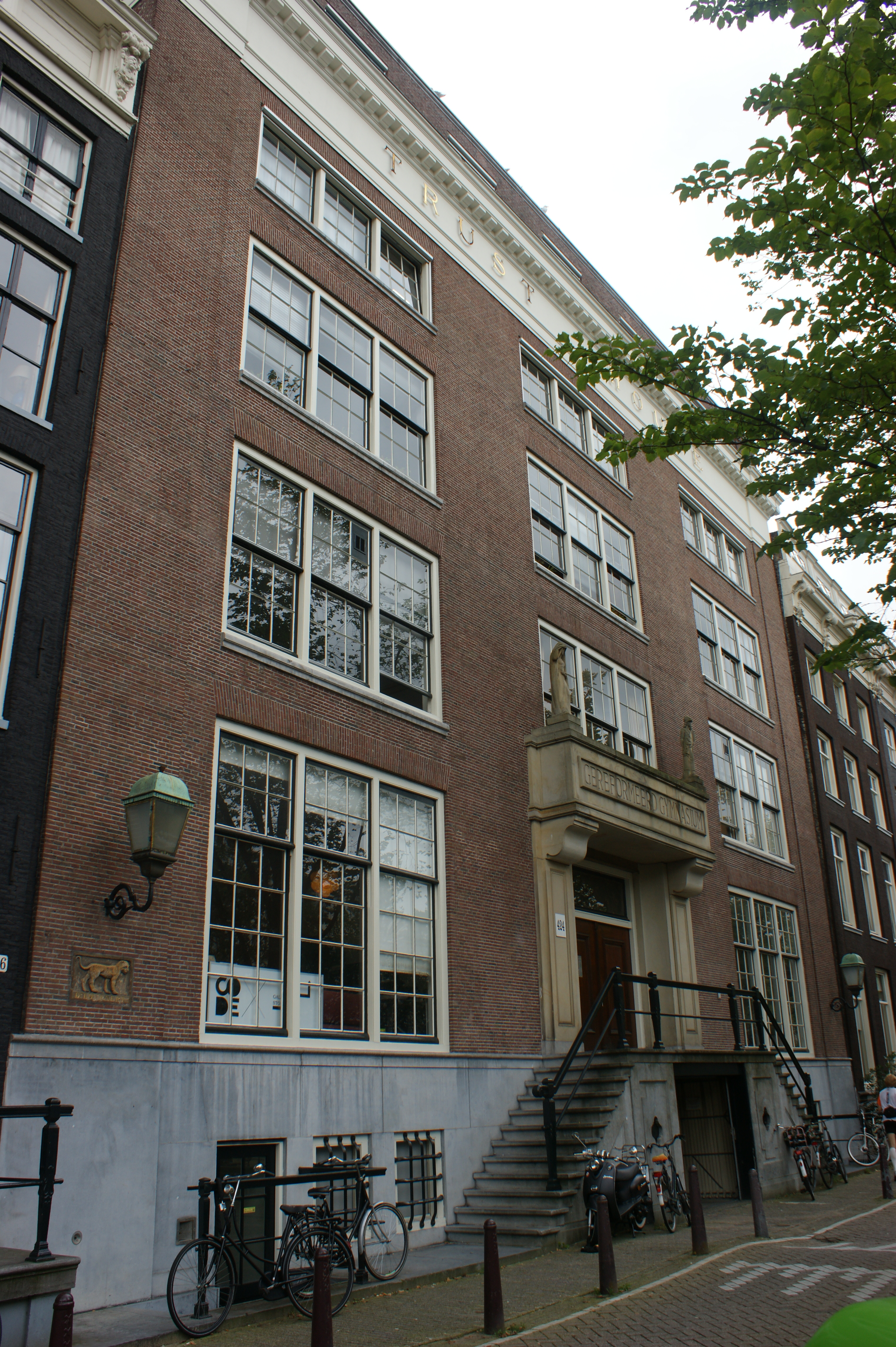
'het geloof' en 'de wetenschap' boven entree gymnasium

- Biografisch Portaal: 87632823
- RKD-Nederlands Instituut voor Kunstgeschiedenis: 108303